# Cykling under sommer-OL 2016 – BMX (damer)
Damernes BMX konkurrence under sommer-OL 2016 fandt sted 17. august – 19. august 2016 og blev afviklet i Olympic BMX Centre i Deodoro Olympic Park.

## Format
Den BMX disciplin, som var på det olympiske program, var BMX Supercross, hvor rytterne konkurrerede om at komme først i mål nedad en ca. 350 meter skrånende bane. Konkurrencen havde 16 ryttere, der alle kørte gennem en seedningsomgang på tid for at bestemme pladserne i semifinalerne. I semifinalerne blev der kørt tre gennemløb og rytterne blev tildelt points efter deres placering i hvert gennemløb. Efter de tre gennemløb gik de fire ryttere med færrest points videre til finalen. I finalen var der kun et enkelt gennemløb, der afgjorde medaljefordelingen. Seedningsomgangen blev afholdt den 17. august og semifinaler og finalen blev afholdt 19. august.

## Resultater

### Seedningsomgang
| Placering | Rytter                     | Nation     | Tid    | Tid    |
| --------- | -------------------------- | ---------- | ------ | ------ |
| 1         | Mariana Pajón              | Colombia   | 34.508 | —      |
| 2         | Caroline Buchanan          | Australien | 34.752 | +0.244 |
| 3         | Laura Smulders             | Holland    | 35.114 | +0.606 |
| 4         | Stefany Hernandez          | Venezuela  | 35.202 | +0.694 |
| 5         | Simone Tetsche Christensen | Danmark    | 35.251 | +0.743 |
| 6         | Elke Vanhoof               | Belgien    | 35.325 | +0.817 |
| 7         | Brooke Crain               | USA        | 35.435 | +0.837 |
| 8         | Alise Post                 | USA        | 35.509 | +1.001 |
| 9         | Merle van Benthem          | Holland    | 35.644 | +1.136 |
| 10        | Lauren Reynolds            | Australien | 35.666 | +1.158 |
| 11        | Jaroslava Bondarenko       | Rusland    | 35.682 | +1.174 |
| 12        | Manon Valentino            | Frankrig   | 36.377 | +1.869 |
| 13        | Amanda Carr                | Thailand   | 36.464 | +1.956 |
| 14        | Nadja Pries                | Tyskland   | 37.152 | +2.644 |
| 15        | Priscilla Carnaval         | Brasilien  | 37.534 | +3.026 |
| 16        | María Gabriela Díaz        | Argentina  | 40.073 | +5.565 |

### Semifinale 1
| Placering | Rytter                           | Løb 1      | Løb 2        | Løb 3        | Total | Note |
| --------- | -------------------------------- | ---------- | ------------ | ------------ | ----- | ---- |
| 1         | Mariana Pajón (COL)              | 34.642 (1) | 35.098 (1)   | 34.479 (1)   | 3     | Q    |
| 2         | Alise Post (USA)                 | 35.480 (3) | 35.117 (2)   | 35.417 (3)   | 8     | Q    |
| 3         | Stefany Hernandez (VEN)          | 35.282 (2) | 52.695 (7)   | 34.912 (2)   | 11    | Q    |
| 4         | Manon Valentino (FRA)            | 36.226 (5) | 35.448 (3)   | 35.744 (4)   | 12    | Q    |
| 5         | Gabriela Díaz (ARG)              | 39.669 (8) | 38.965 (4)   | 38.625 (5)   | 17    |      |
| 6         | Amanda Carr (THA)                | 36.869 (6) | 39.782 (5)   | 43.217 (7)   | 18    |      |
| 7         | Simone Tetsche Christensen (DEN) | 35.631 (4) | 48.134 (6)   | 1:21.312 (8) | 18    |      |
| 8         | Merle van Benthem (NED)          | 37.378 (7) | 1:47.817 (8) | 39.990 (6)   | 21    |      |

### Semifinale 2
| Placering | Rytter                     | Løb 1      | Løb 2      | Løb 3        | Total | Note |
| --------- | -------------------------- | ---------- | ---------- | ------------ | ----- | ---- |
| 1         | Laura Smulders (NED)       | 34.938 (2) | 34.670 (1) | 34.670 (1)   | 4     | Q    |
| 2         | Brooke Crain (USA)         | 35.095 (3) | 35.405 (2) | 34.891 (2)   | 7     | Q    |
| 3         | Elke Vanhoof (BEL)         | 35.350 (4) | 36.834 (6) | 35.570 (3)   | 13    | Q    |
| 4         | Jaroslava Bondarenko (RUS) | 35.800 (5) | 35.310 (3) | 36.126 (5)   | 13    | Q    |
| 5         | Caroline Buchanan (AUS)    | 34.523 (1) | 35.405 (4) | 1:21.586 (8) | 13    |      |
| 6         | Lauren Reynolds (AUS)      | 35.800 (6) | 53.373 (7) | 36.017 (4)   | 17    |      |
| 7         | Nadja Pries (GER)          | 36.864 (7) | 36.683 (5) | 38.540 (7)   | 19    |      |
| 8         | Priscilla Carnaval (BRA)   | 36.949 (8) | 54.183 (8) | 38.210 (6)   | 22    |      |

### Finale
| Placering | Rytter                     | Tid      |
| --------- | -------------------------- | -------- |
| 1         | Mariana Pajón (COL)        | 34.093   |
| 2         | Alise Post (USA)           | 34.435   |
| 3         | Stefany Hernandez (VEN)    | 34.755   |
| 4         | Brooke Crain (USA)         | 35.520   |
| 5         | Jaroslava Bondarenko (RUS) | 36.017   |
| 6         | Elke Vanhoof (BEL)         | 39.538   |
| 7         | Laura Smulders (NED)       | 1:52.235 |
| 8         | Manon Valentino (FRA)      | 2:41.109 |